# Isognathus rimosa
Isognathus rimosa (tên tiếng Anh: Rimosus Sphinx) là một loài bướm đêm thuộc họ Sphingidae. 

## Phân bổ
Loài này có ở tropical climates từ phía bắc Brasil phía bắc through Trung Mỹ, the West Indies và México tới phía nam Arizona.

## Sự miêu tả
Sải cánh khoảng 70–102 mm.

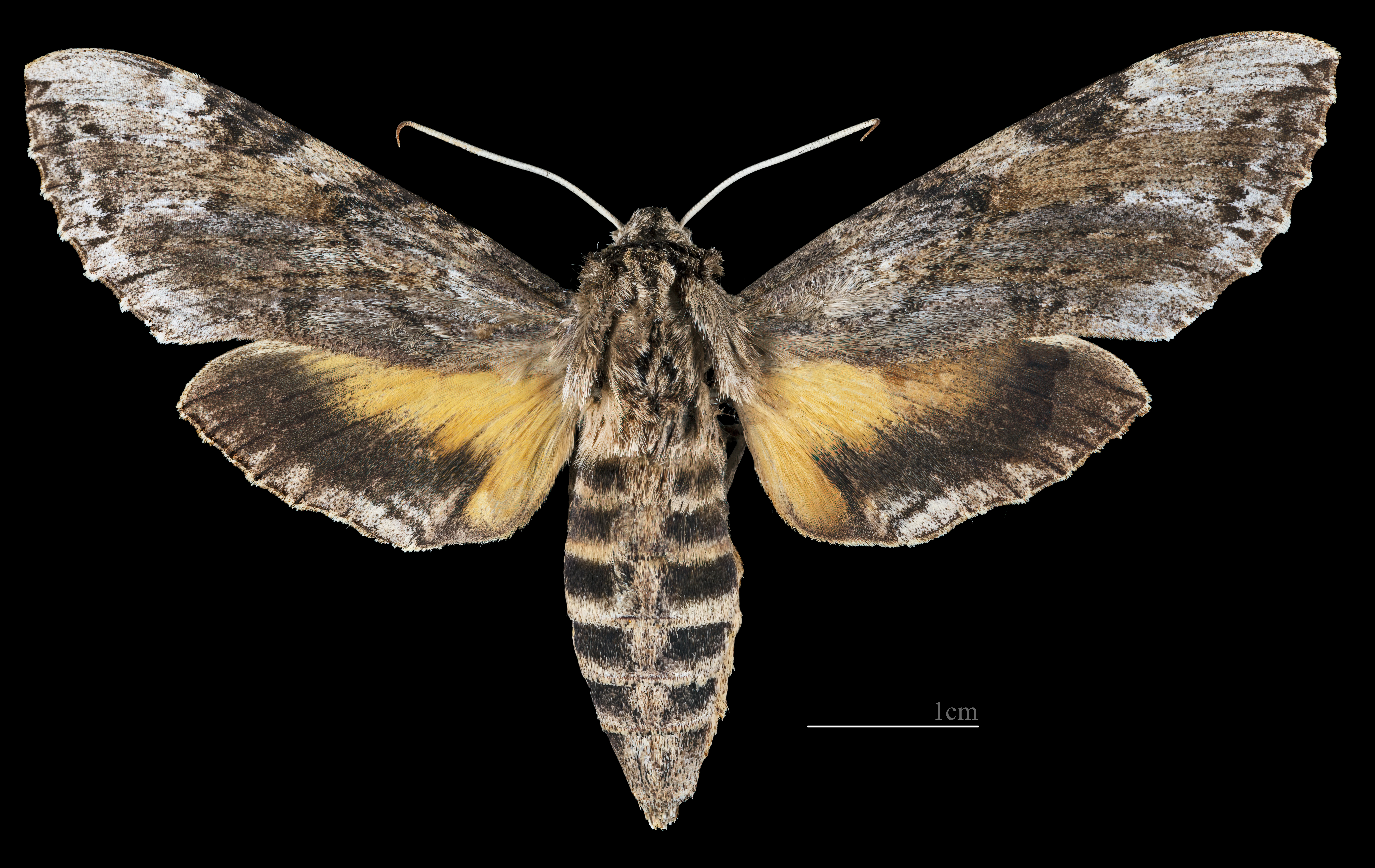
Isognathus rimosa rimosa  ♀
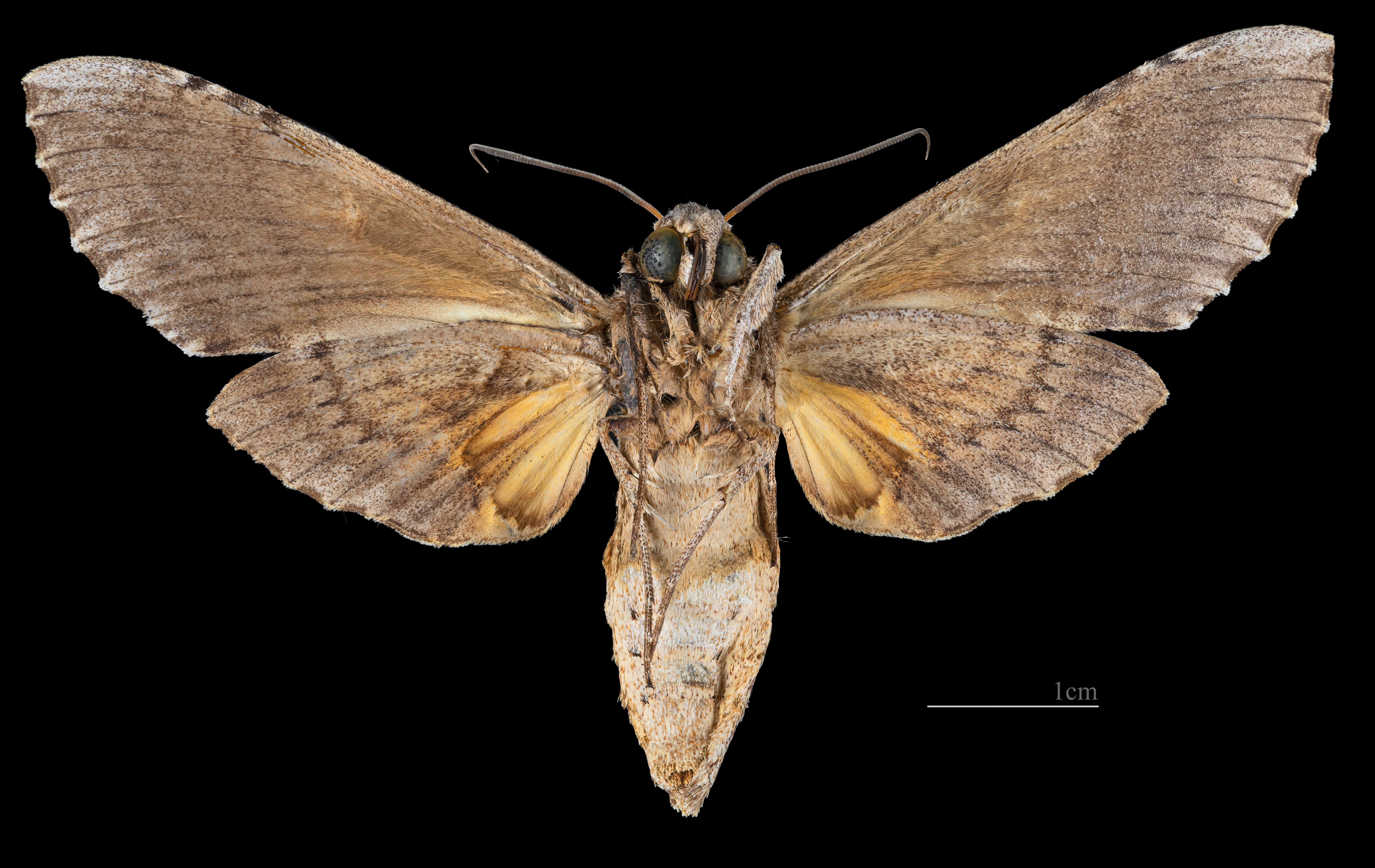
Isognathus rimosa rimosa ♀ △

## Sinh vật học
Mỗi năm loài này có nhiều thế hệ in the tropics. 
Ở Arizona, Cá thể trưởng thành được ghi nhận vào tháng 8. Chúng hút mật hoa, bao gồm petunia.
Ấu trùng được ghi nhận ăn các loài Plumeria rubra in Cuba và Plumeria alba, Plumeria obtusa và Plumeria rubra in Puerto Rico.

## Phân loài
- Isognathus rimosa rimosa (phía bắc Brazil phía bắc qua miền trung America, the West Indies và Mexico tới phía nam Arizona)
- Isognathus rimosa inclitus Edwards, 1887 (Mexico to Nicaragua)
- Isognathus rimosa jamaicensis Rothschild & Jordan, 1915 (Jamaica)
- Isognathus rimosa molitor Rothschild & Jordan, 1915 (Haiti)
- Isognathus rimosa papayae (Boisduval, 1875) (Guyane thuộc Pháp và from Venezuela to Brazil)
- Isognathus rimosa wolcotti Clark, 1922 (Puerto Rico)

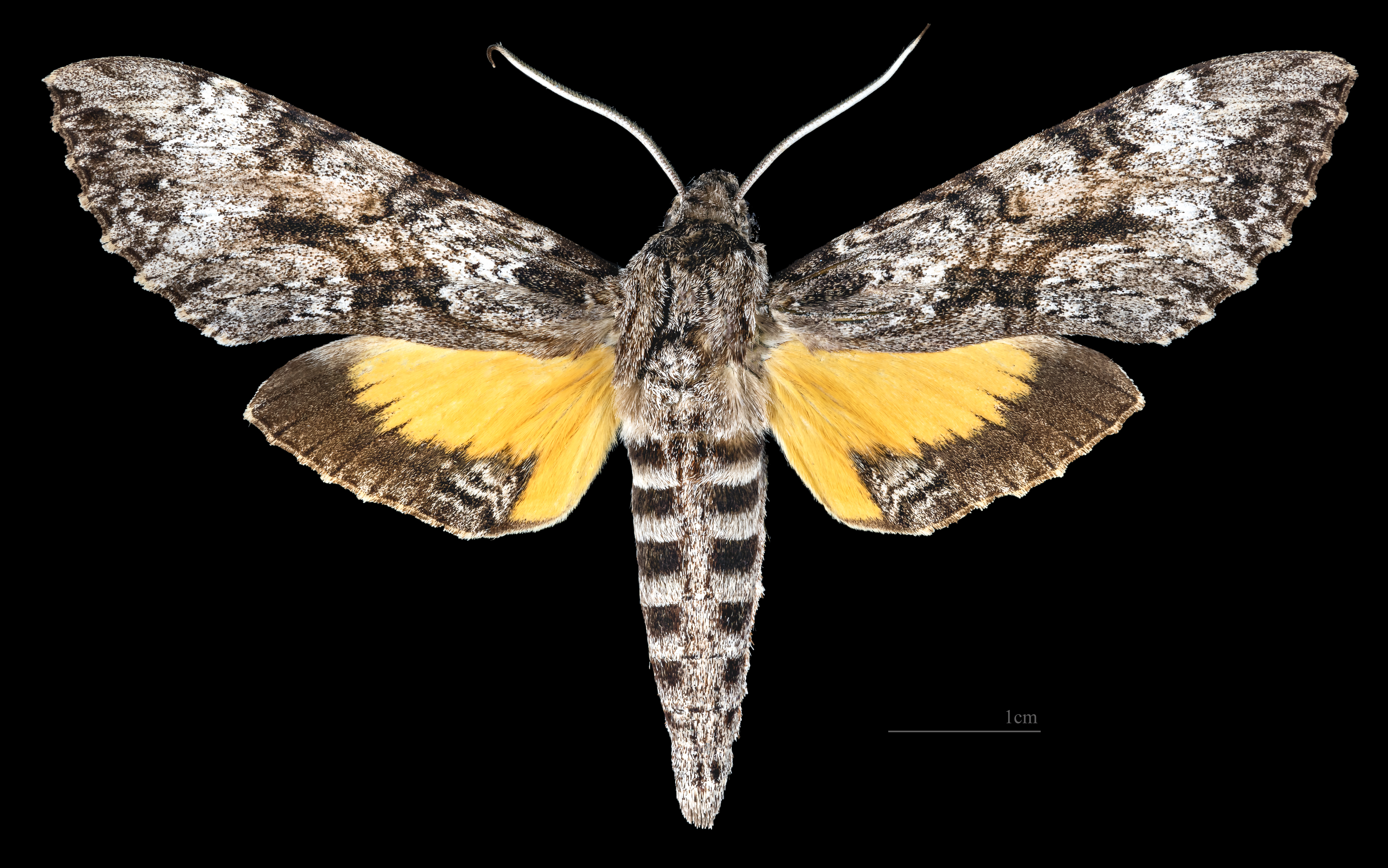
Isognathus rimosa inclitus  ♂
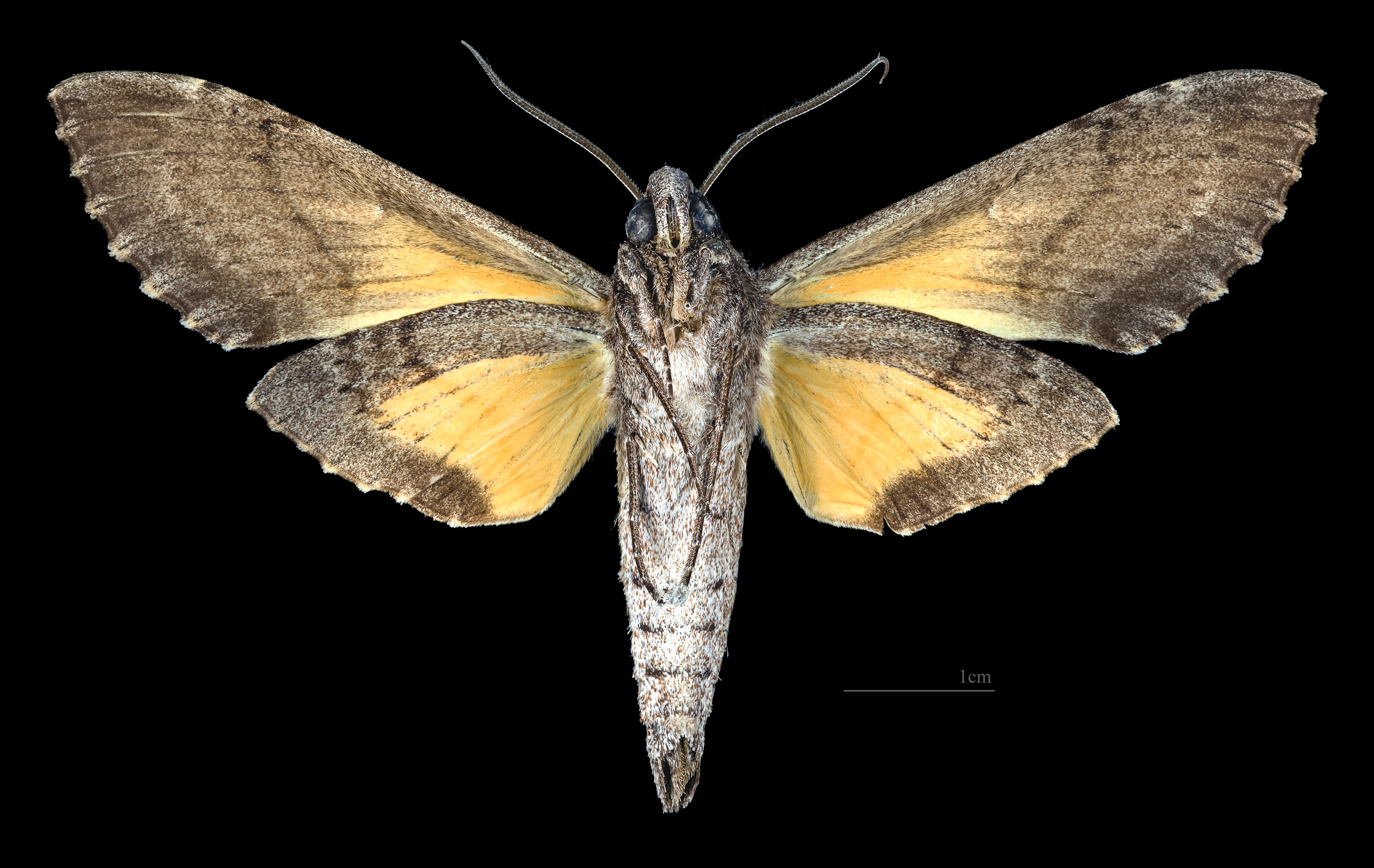
Isognathus rimosa inclitus ♂   △
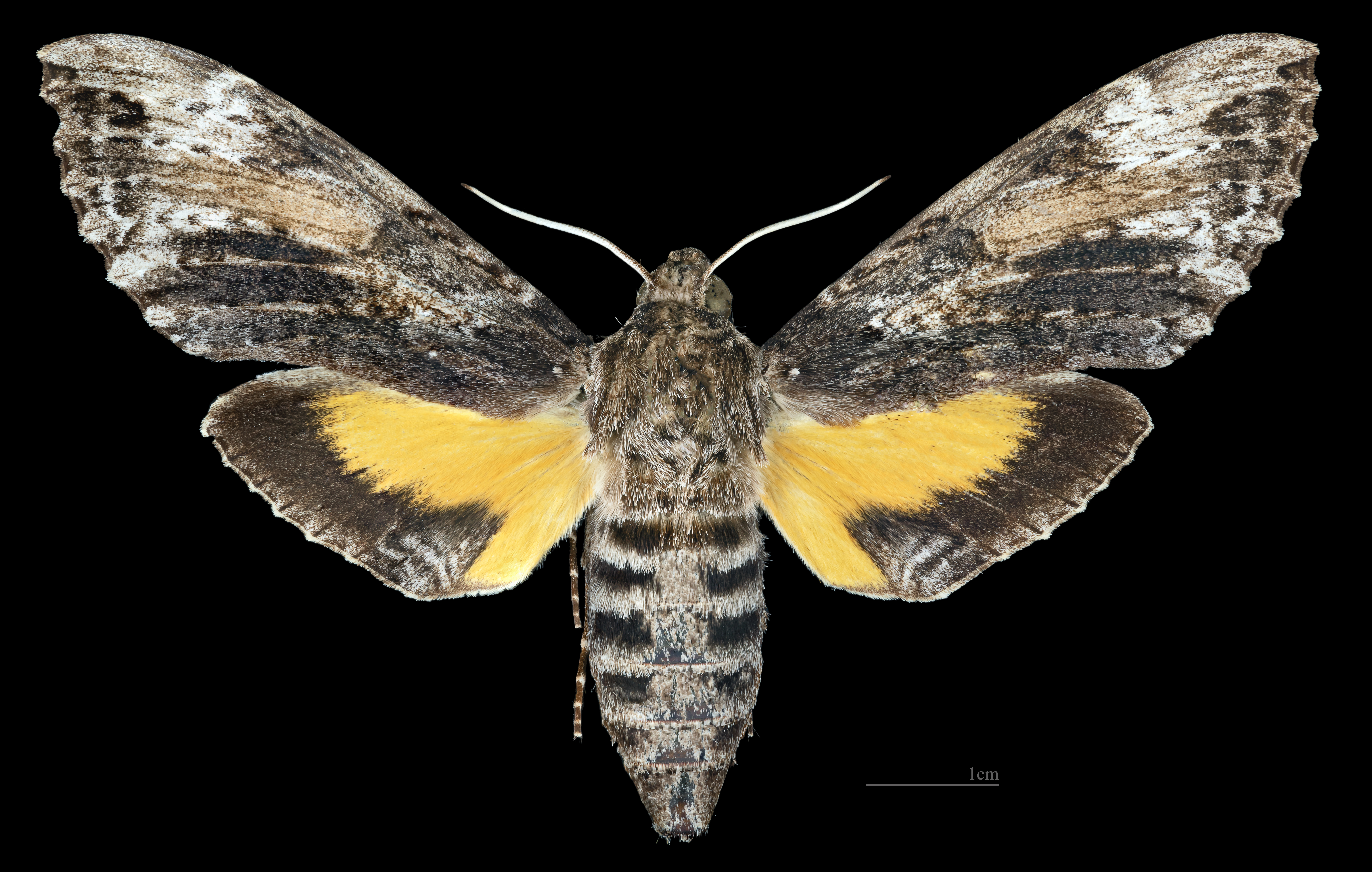
Isognathus rimosa inclitus   ♀
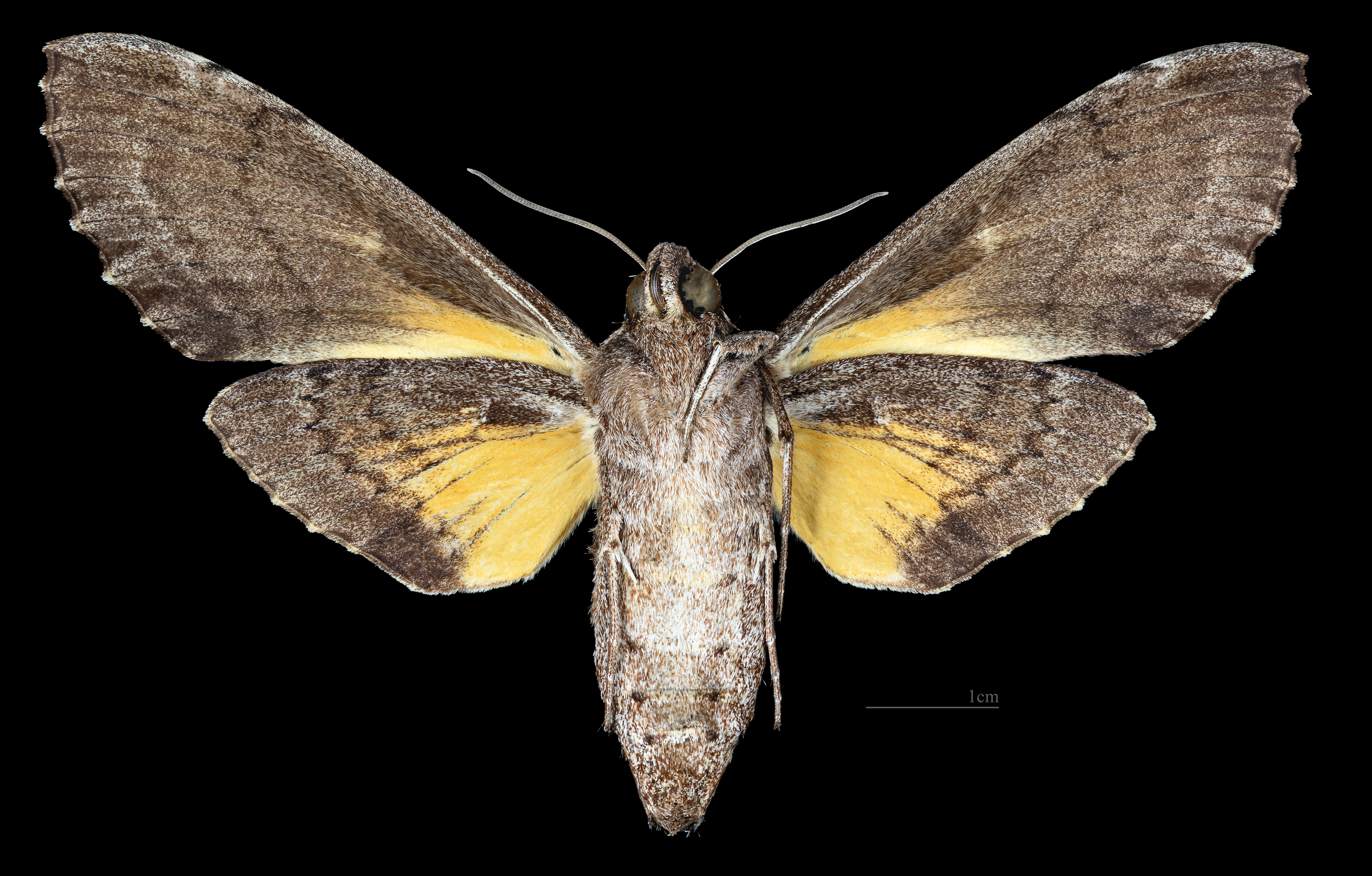
Isognathus rimosa inclitus  ♀ △

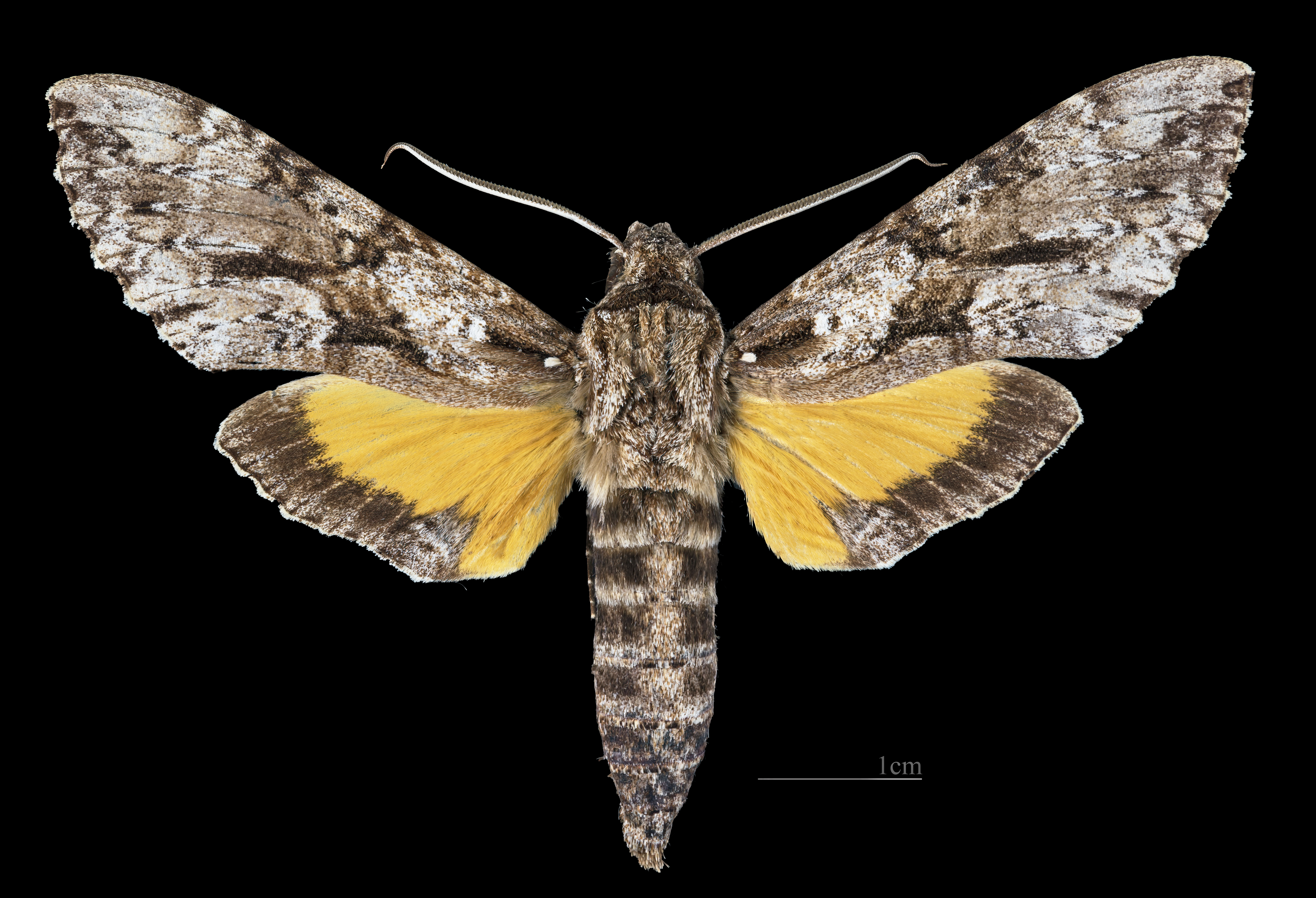
Isognathus rimosa papayae ♂
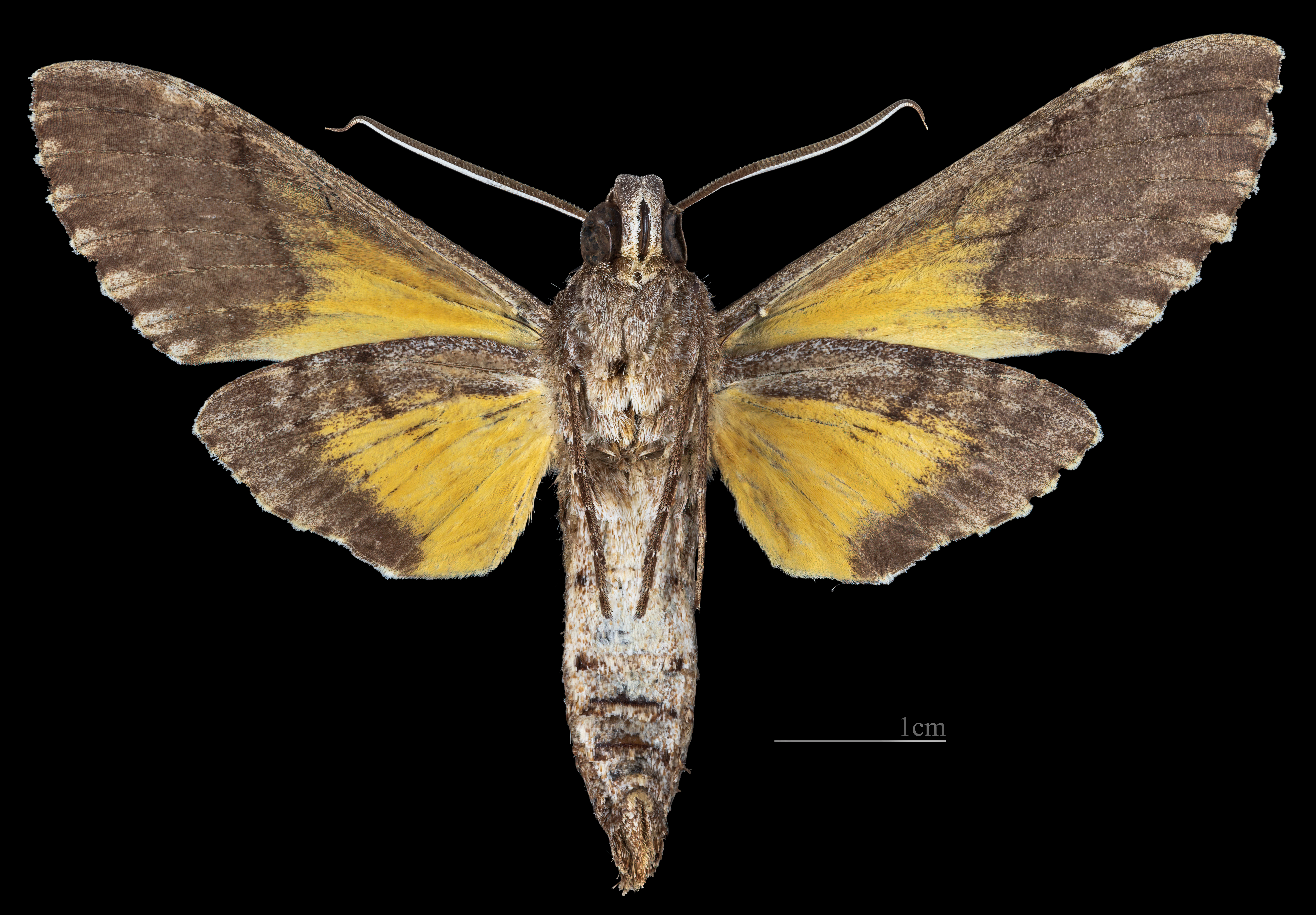
Isognathus rimosa papayae ♂ △
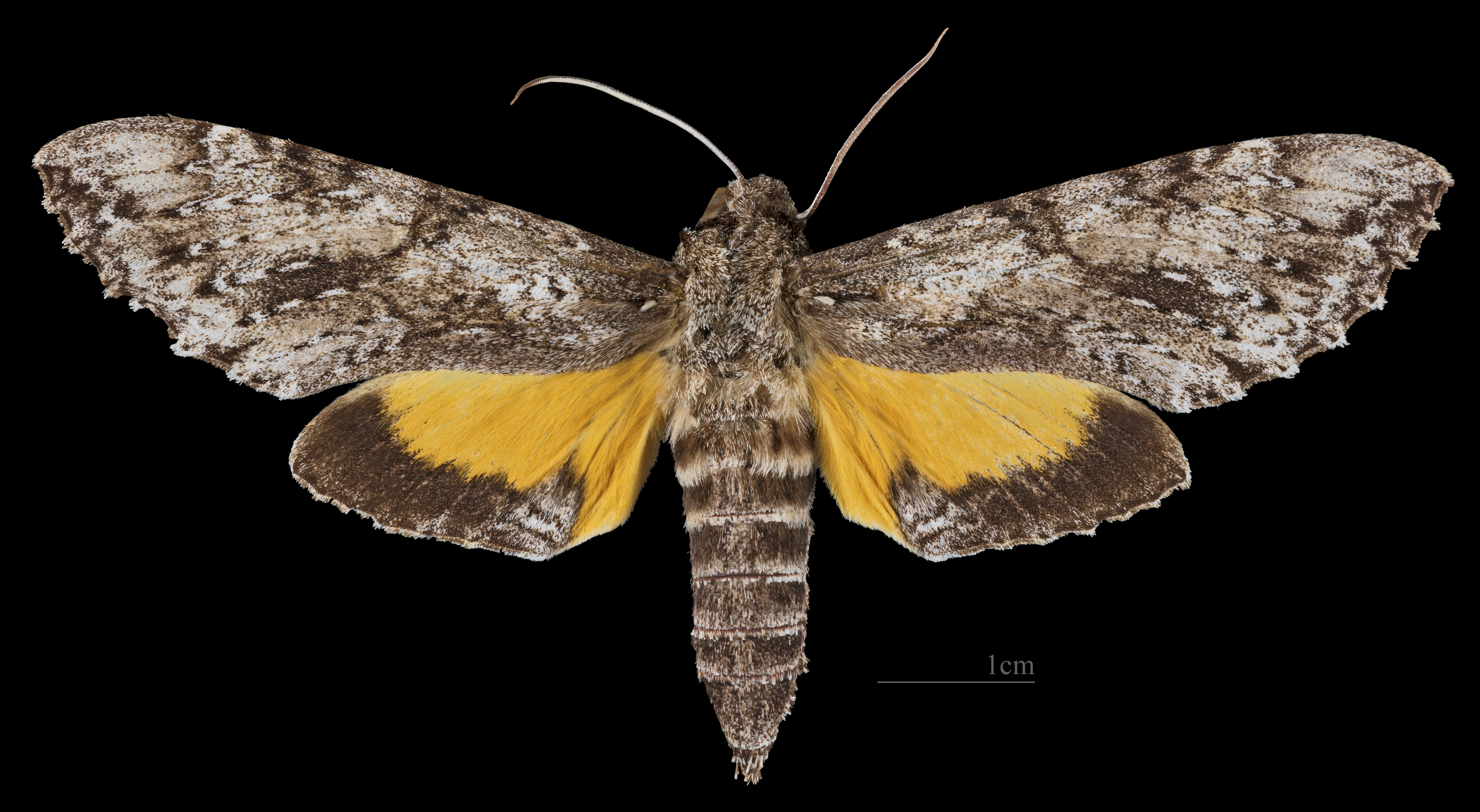
Isognathus rimosa papayae ♀
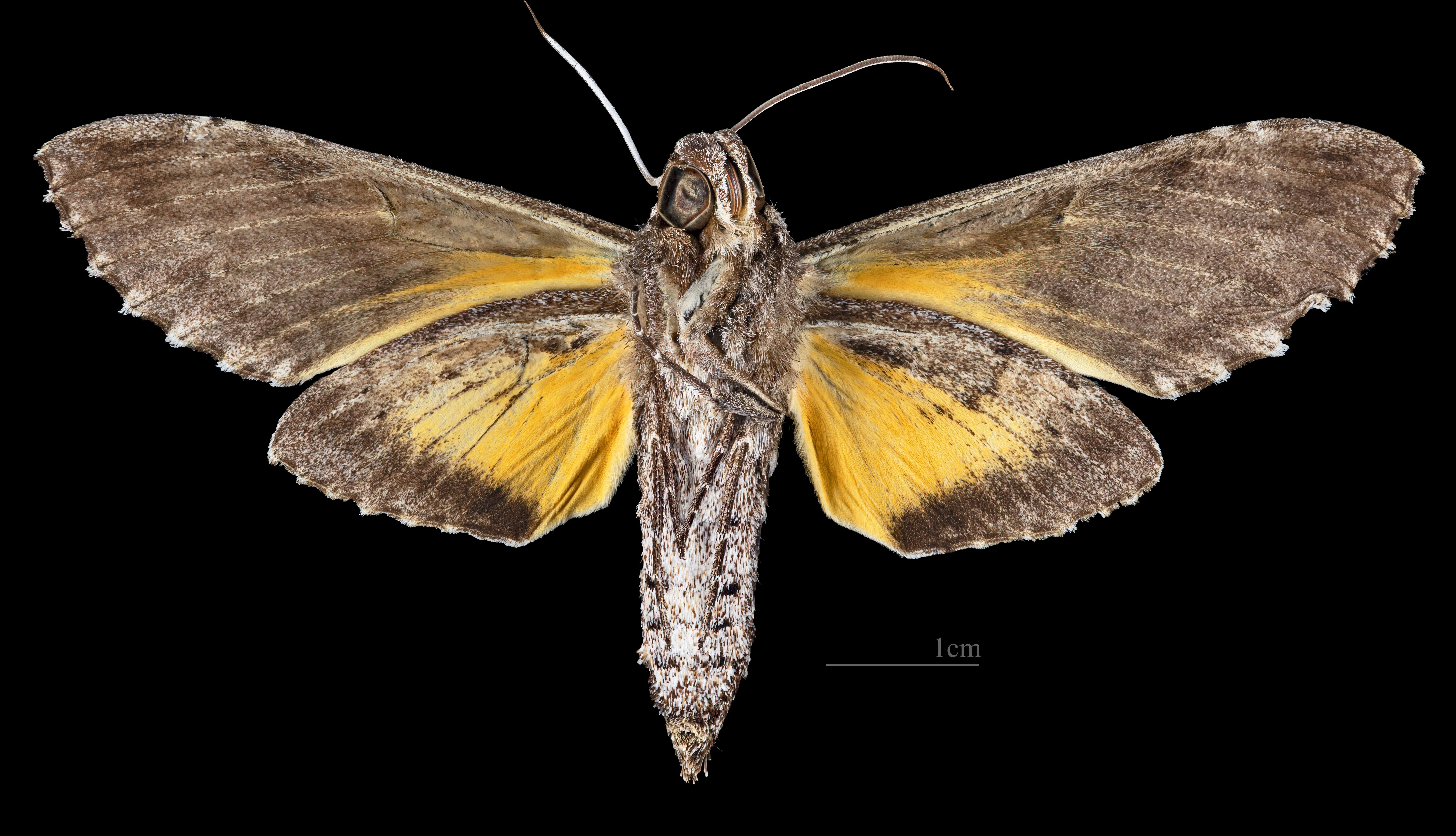
Isognathus rimosa papayae ♀ △

## Hình ảnh

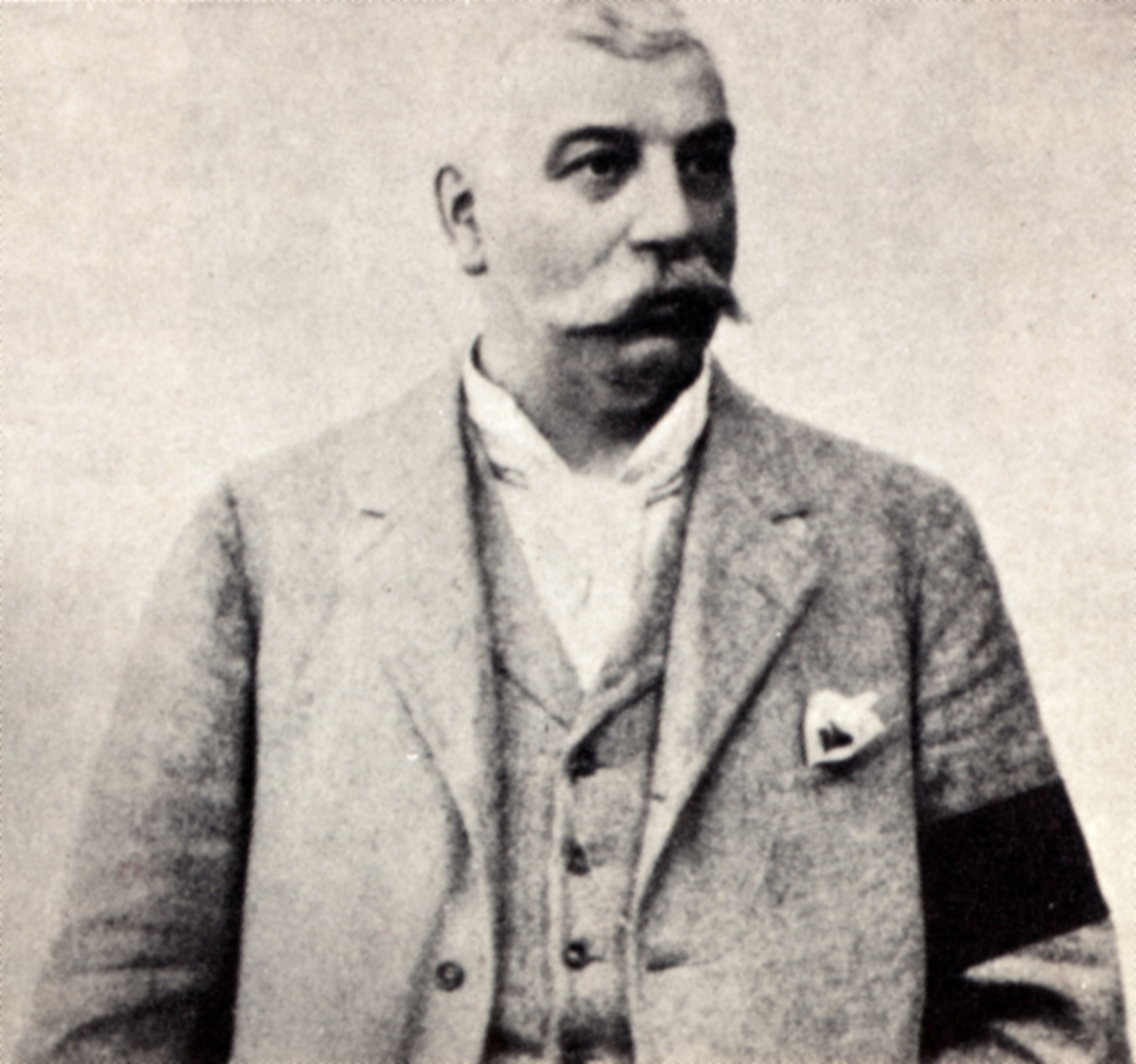
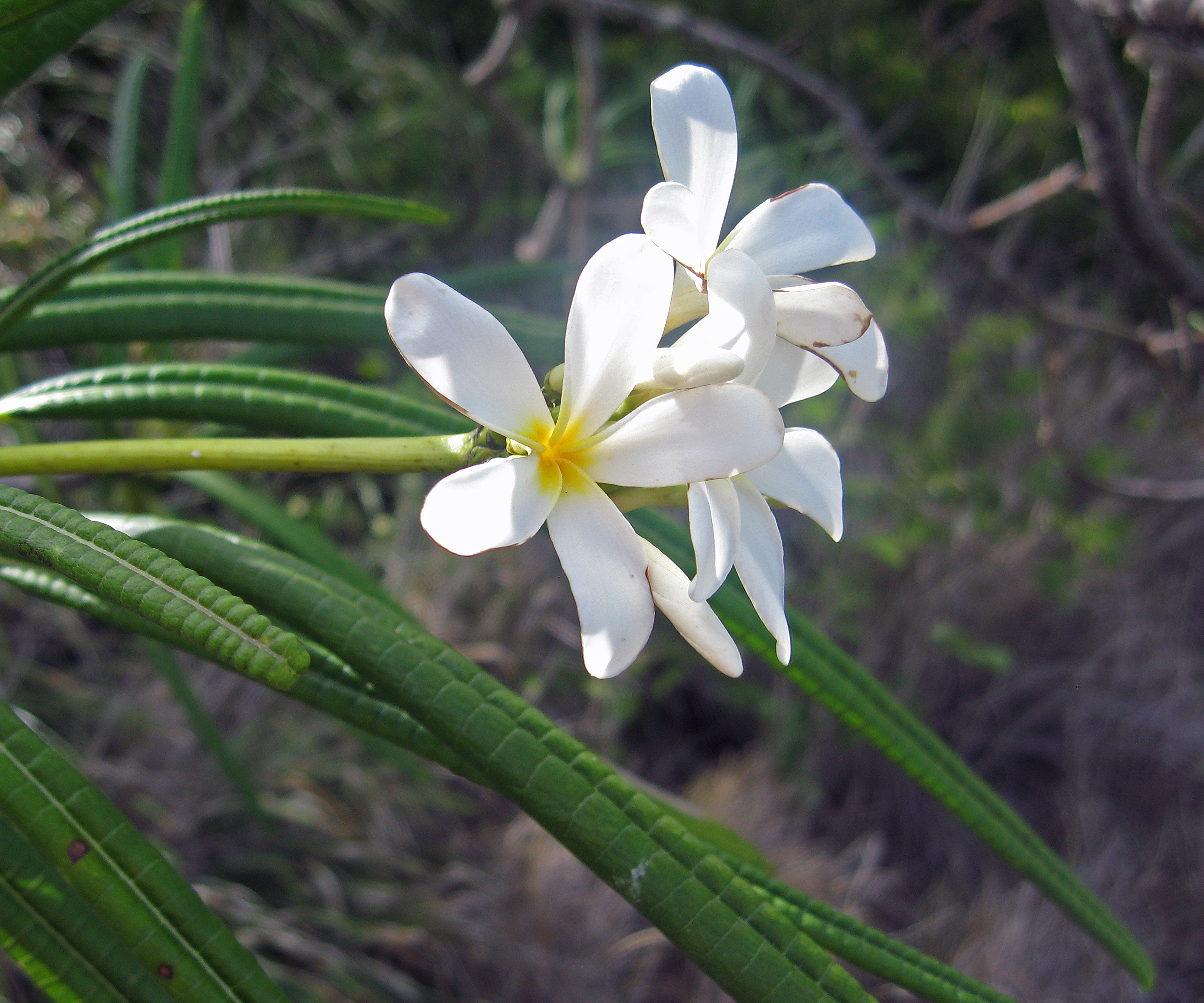
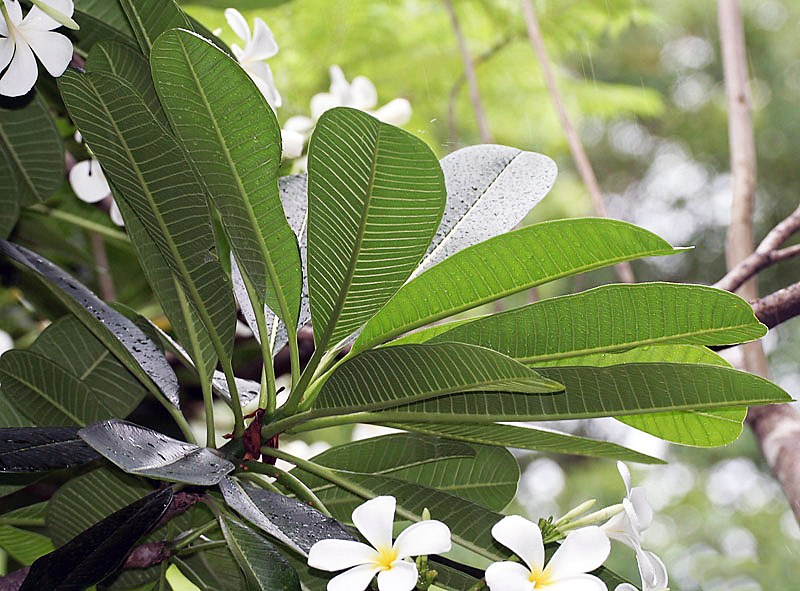
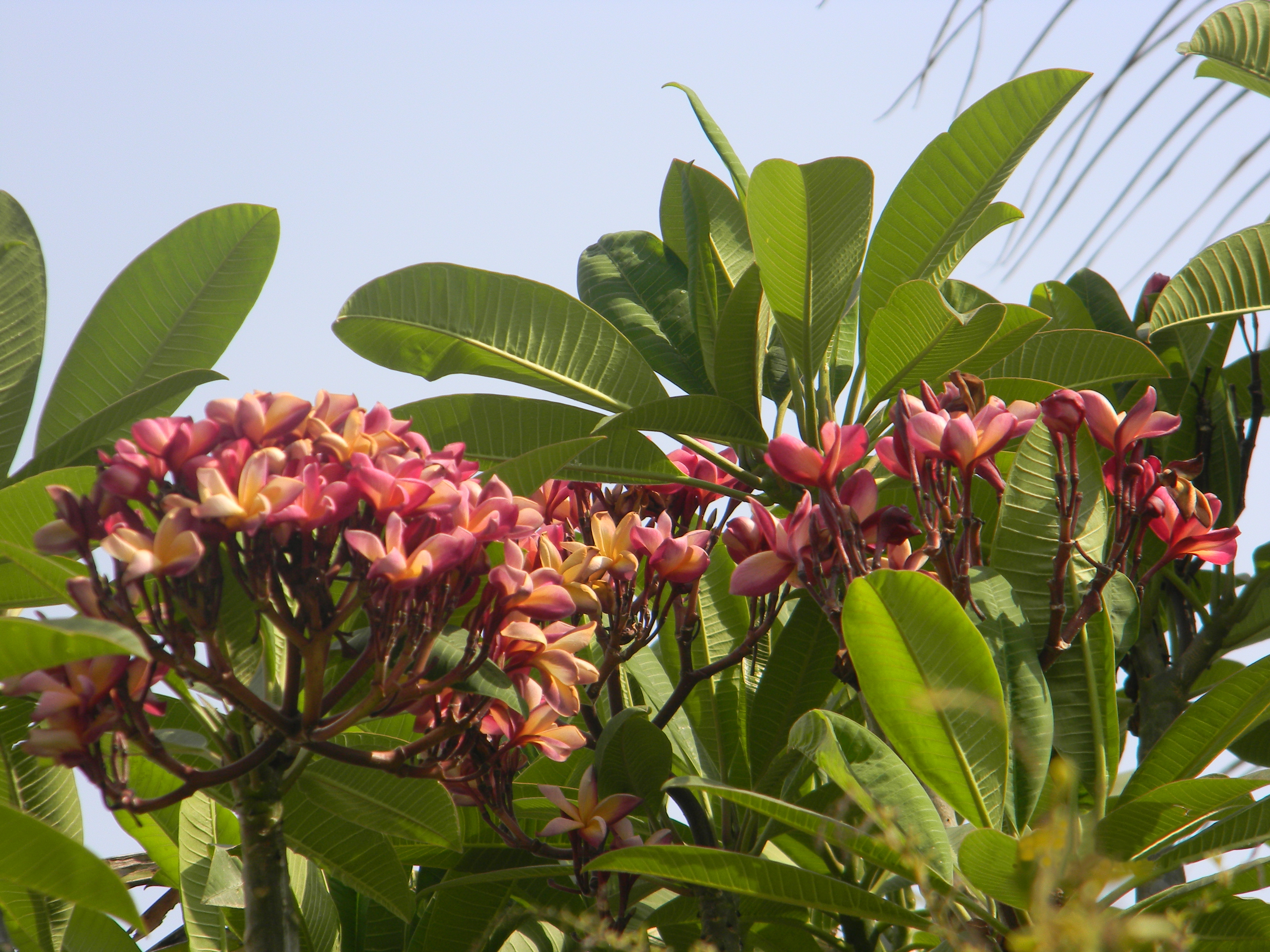